# Гандзасар (футбольный клуб, Капан)
«Гандзаса́р» (арм. Գանձասար) — армянский футбольный клуб из города Капан.
Основан в 1963 году под названием «Лернагорц». Возрожден в 2004 году, после чего получил свое современное название «Гандзаса́р». Домашние матчи проводит на одноименном стадионе в Капане общей вместимостью до 3 500 зрителей.
В дословном переводе с армянского языка слово «Гандз-а-сар» (арм. Գանձասար) буквально переводится как «Гора сокровищ».

### Взлёт и снятие (1989—1993)

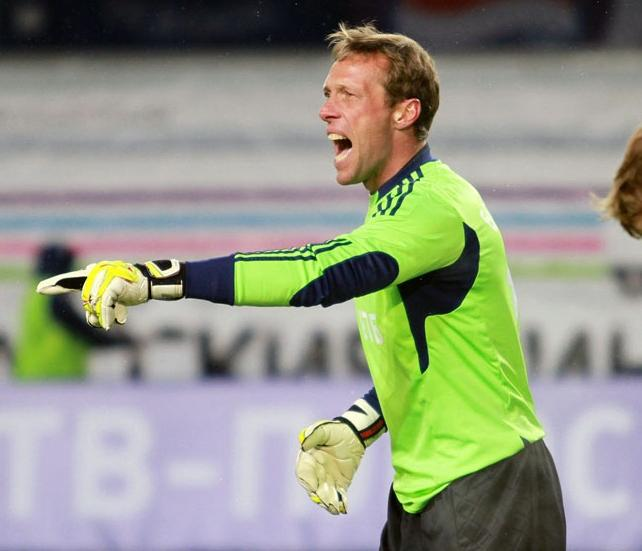
Роман Березовский — страж ворот в сезоне 1992 года.

## Прежние названия
- 1963—1989: «Лернагорц» Кафан
- 1989—1990: «Капан» Капан
- 1991—1993: «Сюник»
- 1995—1996: «Капан-81»
- 1997—2003: «Лернагорц»
- с 2004 — «Гандзасар»

## История

### Второе пришествие «Лернагорца» (1995—2003)
Сезон 1995/96 

После годичного перерыва в 1995 году клуб возрождается под названием «Капан-81». Команда допускается к участию в Первой лиге сезона 1995/96. Но прежде команда приняла участие в Кубке Армении, где начала розыгрыш со стадии 1/8 финала. Соперником был столичный «Арарат», в домашней игре с которым команда проиграла 0:2, а в выездной 1:6. В чемпионате команда закончила сезон с относительно равными показателями, заняв 8-е место в таблице.
Сезон 1996/97 

В сезоне 1996/97 года команда начала в Первой лиге, подключившись в октябре и к Кубку Армени. В 1/16 финала команда встречалась с командой «Наирит», но из-за отказа соперников матч не состоялся и «Капан-81» автоматически прошёл дальше. Однако в 1/8 финала уже «Капан-81» отказался от матча против «Еревана». В первенстве команда выступила хуже, чем в прошлом, заняв в итоге 9-е место. В середине чемпионата клуб вернул себе название «Лернагорц».
Сезон 1997 

В сезоне 1997 чемпионат возвращается к системе «весна-осень». «Лернагорц», с 37-ю очками, занимает 3-е место отстав на три очка от 2-го, дающего право на переходной матч за право играть в Высшей лиге. В этом сезоне команда стала лучшей в критериях лучшая результативность (63 мяча) и лучшая разница забитых и пропущенных мячей (+45). Также в этом сезоне команда являлась автором лучшей победы — 11:0, в игре со СКА-«Араи», и 11:1 — с «Армавиром».
Сезон 1998 

В состоявшемся розыгрыше Кубка Армении «Лернагорц» участия не принимал, а в чемпионате Первой лиги являлся фаворитом. Но на деле вышло не так. Команда половину матчей выиграла, две — свела вничью, а остальные проиграла. В итоге команда довольствовалась всего лишь 5-м местом в таблице.
Сезон 1999 

Как и в прошлом сезоне команда не участвует в розыгрыше Кубка Армении. В очередной раз являясь одним из фаворитов за выход в Премьер-лигу, команда проваливает сезон заняв в итоговой таблице первенства 4-е место. В конце 1999 года, сразу три клуба Премьер-лиги («Ереван», «Эребуни» и «Двин») были расформированы. Таким образом, количество клубов повышающихся увеличилось. Среди них был и «Лернагорц», который был последним включён в состав участников Премьер-лиги.
Сезон 2000 

Начавшийся сезон матчами 1/8 финала Кубка Армении для «Лернагорца» сложился удачно. Команда без труда прошла отказавшегося от матча «Наири». В 1/4 финала команда была в ожидании соперника, которым в конечном итоге стал ереванский «Арарат». В первом матче, который состоялся на поле «Лернагорца», было зафиксировано поражение со счётом 0:4. Спустя несколько дней должен был состояться ответный матч, но «Лернагорц» не явился на матч, тем самым получив техническое поражение 0:3. Возвращение в элиту команда отметила антирекордом, проиграв в 1-м туре выездного матча против «Ширака» — 1:13. Этот антирекорд до сих пор остаётся наихудшим в истории статистики клуба. Также стоит отметить, что в первых 12-ти турах команда 11 раз проиграла. В большинстве случаев с крупным счётом, не менее чем 0:4. В связи с этим в мае в отставку был отправлен Феликс Веранян, которого заменил Гарник Асатрян. Команда на протяжении всего чемпионата была на грани вылета, избежав его в 27-м (предпоследнем) туре из-за бойкотирования чемпионата ереванским «Динамо».
Сезон 2001 

В Кубке Армении «Лернагорц» ещё до чемпионата сошёл с дистанции на первом же этапе (1/8 финала). В двухматчевом противостоянии с «Карабахом» команда сыграла вничью 1:1 дома, и проиграла 2:3 на выезде. Чемпионат 2001 года состоял из 13 команд, впоследствии сократившись до 12-ти. Одна команда в туре должна была пропускать ввиду отсутствия соперника, а впоследствии две команды. Для «Лернагорца» чемпионат начался со 2-го тура (в 1-м туре команда пропускала) матчем против дебютанта Премьер-лиги «Пюника». И вновь на старте чемпионата команда крупно проигрывает, на этот раз со счётом 0:6. В дальнейшем команда более или менее выпрямила ситуацию, остановившись вдалеке от вылета. Меж тем, руководству пришлось дважды менять тренерский состав. На смену Гарнику Асатряну в июле пришёл Арсен Чилингарян, а в октябре последнего заменил Аветик Саркисян. В матче 23-го тура клуб не явился на игру против «Ширака», которая должна была пройти в Гюмри. В связи с этим ей было засчитано техническое поражение.

### Переоснование (2004—2005)
После слияния «Лернагорца» с ереванским «Араратом», руководители зангезурского медно-молибденового комбината решаются в 2004 году на очередное создание клуба в Капане, который продолжит историю прежнего. Участие новосозданный клуб начал, как и полагается по регламенту, в Первой лиги. Примечательно то, что свои домашние матчи команда проводила не в Капане, а в Ехегнадзоре. С 57-ю очками команда завоевала малые бронзовые медали первенства, не дающие права на повышение. В следующем сезоне вновь занимает третье место, однако в связи с изменением регламента, команда попадает в стыковой матч с командой занявшей предпоследнее место в Премьер-лиге. Соперником в переходном матче стал «Ширак». Матч состоялся 22 октября, со счётом 5:1 победу праздновал клуб из Гюмри. Однако клуб всё-таки был переведён в вышку вместе с командой «Ереван Юнайтед», увеличив тем самым количество клубов Премьер-лиги до 11-ти.

### Выступления в элите (с 2006)
Сезон 2006
Выступление «Гандзасара» в первом сезоне в элите, с точки зрения новичка, можно определить как положительное. Благодаря победе в последнем туре, над прямым конкурентом за пятое место, коим являлась «Киликия», «Гандзасар» по итогам сезона занял место в середине таблице. Лучший бомбардир «Гандзасара» Артур Кочарян, в свои 32 года с 14-ю мячами занял 4-ю строчку в списке бомбардиров, наряду с 33-летним Арменом Шахгельдяном. В этом же сезоне клуб основывает дублирующую команду и заявляет её в чемпионат Первой лиги. В Кубке команда с лёгкостью прошла преграду в лице «Мики-2» — 3:1 и 4:0. Впереди «Гандзасар» ждала уже основная команда «Мики». В домашней встречи «Гандзасар» на 14-й минуте повёл в счёте, но этот быстрый гол оказался единственный в матче. В ответной игре «Мика» уже на 9-й минуте восстановила паритет, на 26-й повела в счёте, а на 76-й минуте оформила выход в следующий раунд.
Сезон 2007

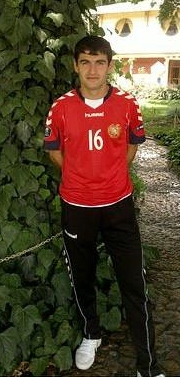
Валерий Алексанян выступал за клуб в 2007—2009 годах.

В феврале 2007 года команду возглавил Сурен Барсегян, а 22 марта начался старт для «Гандзасара» в розыгрыше Кубка страны, где соперником для капанского клуба стал новичок, вновь созданный клуб «Бентонит». В первом матче капанцы одолели соперника — 1:0, а во-втором матче, проходившем в Иджеване, проигрывали с 69-й минуты 0:2, так и не сумев распечатать ворота дерзкого новичка. По сумме двух встреч — 1:2, «Гандзасар» выбыл из турнира на первой же стадии розыгрыша. Последнее время у команды были кадровые проблемы, решать их решили с помощью новичков. У клуба сложилось отсутствует спортивного честолюбия. Он придерживался девиза «Главное не победа, а участие», вместо поставленных планов на сезон. В чемпионате у команды прямыми конкурентами являлись «Ширак» и «Улисс», с которыми вёл борьбу и заочно выиграл пальму первенства за 5-е место. В процессе чемпионата клуб сменил трёх наставников. В мае Барсегяна сменил его ассистент Абраам Хашманян, который руководил командой до июня. В середине июня команду возглавил многоопытный Самвел Петросян. Контракт с наставником был заключён до окончания сезона, с возможностью продления в случае удачного выступления. В итоге контракт с Петросяном был продлён. Лучшим бомбардиров клуба в сезоне стал Артур Кочарян (8 мячей), поделивший 7-е место в споре бомбардиром с игроком «Мики» — Алексом.
Сезон 2008
В сезоне 2008 на состоявшейся 4 марта жеребьёвке чемпионата и Кубка, соперником «Гандзасара» стал «Пюник-2». Команда дважды учинила разгром сопернику — 3:0 и 5:0. В 1/4 финала произошло примечательное совпадение прошлого сезона, когда пройдя команду дубль, клуб попал на основу. Но если в прошлом сезоне команда уступила по классу, то в этом показала характер в игре с действующем чемпионом — «Пюником», 0:0 по сумме двух матчей. По пенальти — 1:4, выход в полуфинал праздновали игроки «Пюника», а «Гандзасар» в свою очередь, сетовал на нереализацию пенальти Клаудио Гомеса и Александра Петросяна. Стоит отметить, что в начале сезона клуб приобрёл живую легенду армянского футбола, неувядающего Арсена Аветисяна. В чемпионате команда провалила первую половину первого круга, относительно переломным моментом стала победа против чемпиона «Пюника» — 1:0. Команда стала показывать вместе с результатом и игру, которую внушал игрокам главный тренер клуба Самвел Петросян. Именно под его руководством капанцы впервые в истории стали призёрами чемпионата, завоевав бронзовые медали, а также участие в Лиге Европы сезона 2009/10. Город стал удвоенно болеть за клуб, который является представителем всего южного региона Армении.
Сезон 2009

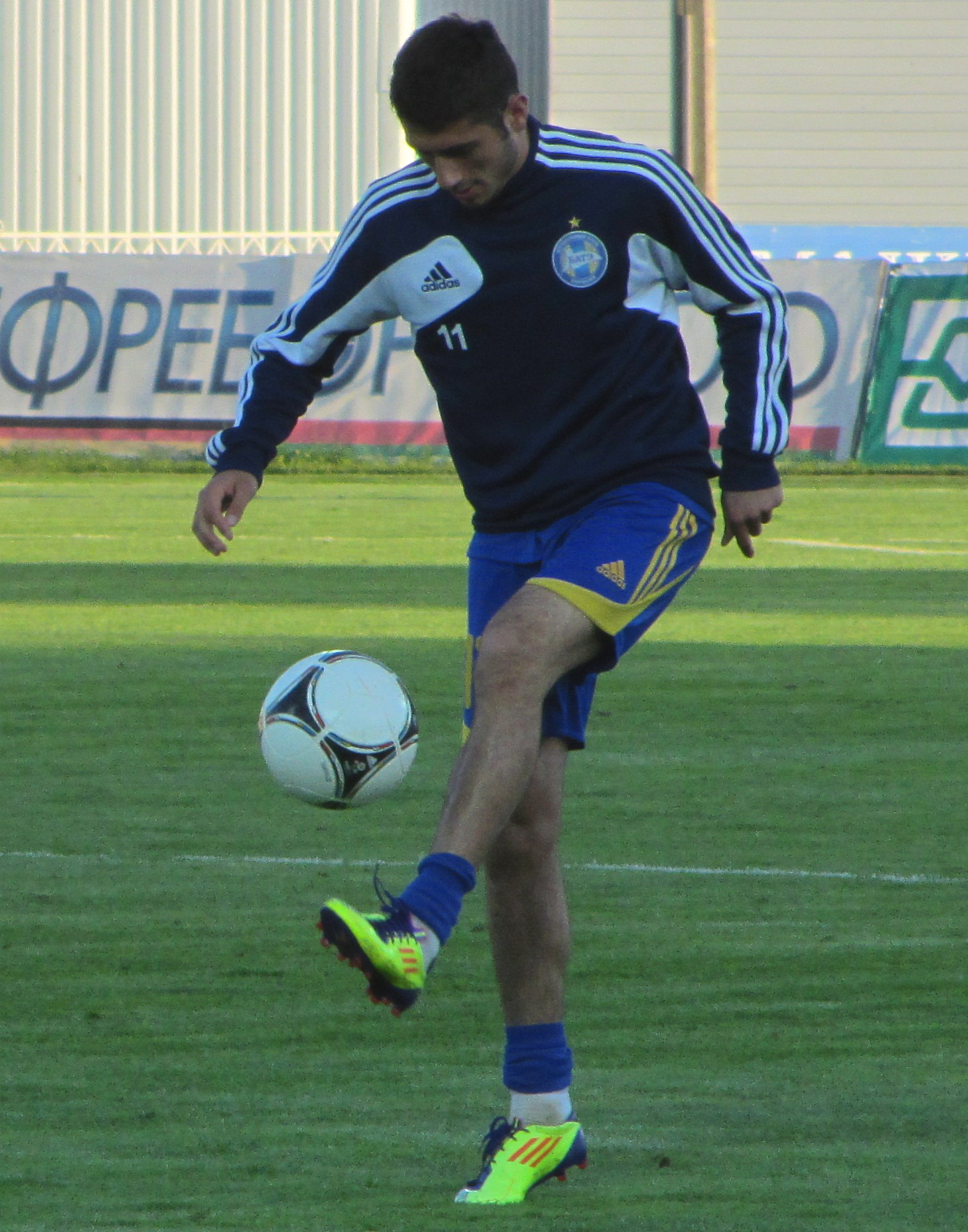
Завен Бадоян с клубом завоевал бронзовые медали.

В конце февраля по случаю отказа «Мики» участвовать в Кубке Туркменбаши, в ФФА было принято решение допустить к участию «Гандзасар». В итоге команда дошла до полуфинала, где проиграла. В матче за 3-е место команда вновь уступила со счётом 1:2 «Ашхабаду».
В отличие от предыдущего сезона, жеребьёвка предстоящего сезона состоялась 25 февраля, на которой определились календарь чемпионата и соперники по Кубку Армении. В 1/4 финала клуб попал на ереванский «Улисс». Первый матч прошёл в Арташате на Городском стадионе, в котором «Улисс» фактически лишил шанса на выход «Гандзасар» — 1:4. В ответной игре, прошедшей на стадионе «Гандзасар» в Капане, забить нужные три мыча «Гандзасару» не удалось. Забить удалось лишь гол престижа на 39-й минуте, автором которого стал Арсен Аветисян. Неважно начался для клуба чемпионат страны. Команда в первых пяти турах потерпела поражения, далее последовали трудные победы, неубедительные ничьи и периодические поражения. В конечно итоге руководство клуба решило уволить Самвела Петросяна. В начале июня он покинул свой пост, а исполняющим обязанности главного тренера стал Аветик Саркисян. Долго Саркисяну не получилось управлять командой, так как руководство в срочно порядке стало искать тренера для клуба. Выход был найден в Степанакерте, где командой «Лернаин Арцах» руководил Слава Габриелян, который без раздумий согласился поднять тонущий корабль в лице «Гандзасара».
В начале июля перед дебютом в Лиге Европы клуб сменил логотип. Сам же дебют состоялся 16 июля 2009 года в нидерландском городе Бреда на стадионе «Рат Верлег» против клуба НАК. Первый исторический состав «Гандзасара»: Леван Бубутеишвили, Валерий Алексанян, Армен Татинцян, Карен Закарян, Давид Ханишвили, Михеил Симонян, Арташес Антонян, Виргин Маршавела, Ара Э. Хачатрян, Леандро Сантос Пинто, Арсен Аветисян. В первом тайме команда немного уступала сопернику и по классу, и по физическому состоянию, вследствие этого команда пропустила мяч на 24-й минуте матча. После перерыва класс всё же перевесил и надежды капанской команды на выход в следующий раунд были перечёркнуты игроками НАКа. В течение 15 минут, начиная с 55-й минуты команда пропустила 5 мячей.
В ответной игре состоявшейся уже в Капане, также был проигран «Гандзасаром», на сей раз со счётом 0:2.
Обзор матчей «Гандзасара» в Лиге Европы:
| 16 июля 2009 | \| НАК Бреда \| 6:0 \| «Гандзасар» Капан \| \| Кеес Квакман (24'), Эдвин де Грааф (55') Мэтью Амоа (57'), Мэтью Амоа (61') Антони Лурлинг (68'), Эдвин де Грааф (70') \| Голы \| \| | РесРат Верлег, Бреда Зрителей: ? Судья: Петтери Кари (Финляндия) |
| НАК Бреда: Йелле тен Рувелаар, Кеес Квакман, Тим Гилиссен (Томми ван дер Леегте, 67'), Эдвин де Грааф (Эллери Каиро, 71'), Антони Лурлинг, Йоонас Колкка, Чаба Фехер, Мэтью Амоа, Донни Гортер (Ферне Снойл, 83'), Робберт Схилдер, Тайрон Лоран. Гандзасар: Леван Бубутеишвили, Валерий Алексанян, Армен Татинцян, Карен Закарян, Давид Ханишвили, Михеил Симонян (Агван Айрапетян, 71'), Арташес Антонян, Виргин Маршавела (Ваге Давтян, 58'), Ара Э. Хачатрян, Леандро Сантос Пинто, Арсен Аветисян (Заза Сахокия, 64'). | |                                                                  |
| НАК Бреда | 6:0 | «Гандзасар» Капан                                                |
| Кеес Квакман (24'), Эдвин де Грааф (55') Мэтью Амоа (57'), Мэтью Амоа (61') Антони Лурлинг (68'), Эдвин де Грааф (70') | Голы |                                                                  |

| 23 июля 2009 | \| «Гандзасар» Капан \| 0:2 \| НАК Бреда \| \| \| Голы \| Антони Лурлинг (14') Эдвин де Грааф (34') \| | «Гандзасар», Капан Зрителей: ? Судья: Саймон Ли Эванс (Уэльс) |
| Гандзасар: Леван Бубутеишвили, Армен Татинцян, Карен Закарян, Валерий Алексанян, Ара Э. Хачатрян, Арташес Антонян, Михеил Симонян (Агван Айрапетян, 55'), Ваге Давтян, Давид Ханишвили, Виргин Маршавела (Заза Сахокия, 62'), Арсен Аветисян (Айрапет Авагян, 73'). НАК Бреда: Йелле тен Рувелаар, Патрик Цваансвик, Тим Гилиссен (Кеес Квакман, 53'), Эдвин де Грааф (Мартин Реузер, 71'), Антони Лурлинг, Чаба Фехер, Мэтью Амоа, Эллери Каиро, Робберт Схилдер. | |                                                               |
| «Гандзасар» Капан | 0:2 | НАК Бреда                                                     |
| | Голы                                                                                                   | Антони Лурлинг (14') Эдвин де Грааф (34')                     |

После вылета из еврокубков «Гандзасар» в очередном туре чемпионата одерживает волевую победу над претендентом на золотые медали «Микой». Тем самым увеличив отрыв от преследователей. За 10 туров до окончания чемпионата клуб оторвался от ближайшего преследователя на 10 очков, обезопасив себя от зоны вылета, однако борьбы за верхние места клубу не дались, так как здесь дистанция была аналогичной с аутсайдерами. Выполнив задачу сохранения прописки, команда последние туры доигрывала чемпионат, завершив сезон на 5-й строчке. Арсену Аветисяну, оформившему в последнем туре хет-трик в игре против «Ширака», не хватило одного гола до титула Лучший бомбардир чемпионата Армении. Забив 14 мячей, Аветисян поделил 2-ю строчку в списке бомбардиров с Боти Демелем из «Мики».
Сезон 2010
Как и сезоном ранее команда начала участие в Кубке Туркменбаши. В отличие от прошлогоднего выступления, команда не вышла из группы, набрав всего одно очко в трёх матчах и заняв в итоге последнее место в группе. В состоявшей 5 марта 2010 года жеребьёвке календаря чемпионата и Кубка Армении, соперником клуба стал «Улисс». В двухматчевой дуэли сильнее оказался соперник, переигравший «Гандзасар» — 3:1 по сумме двух матчей. В чемпионате команда в начале выступала блекло и не показывала того, чего от неё ждали до начала сезона. Ввиду этого в прессу просочилась информация о том, что бывший наставник капанцев, а ныне помощник главного тренера Альберт Саркисян сменил Славу Габриеляна. Вскоре, эту информацию опроверг исполнительный директор клуба Владик Аракелян. В конечном итоге Саркисян всё-таки сменил Габриеляна. Эта перестановка стала первой в сезоне. Место, занятое по итогам чемпионата, оказалось худшим за время пребывания в элите. После стало известно о том, что УЕФА подготовило документ, в котором указывается, что главные тренеры Высших лиг стран должны иметь лицензию категории «А». Альберт Саркисян, руководящий командой на тот момент, данной лицензии не имел. Позже стало известно, что клуб ищет на эту должность специалиста, и главным претендентом является Абраам Хашманян. 20 декабря Хашманян подписал однолетний контракт с «Гандзасаром».
Сезон 2011
В середине сезона возник конфликт. В матче 15-го тура между «Гандзасаром» и «Улиссом» Хашманян заменил Артура Кочаряна. Кочарян недовольный этим действием демонстративно выразил своё недовольство тренером команды после своей замены. Между игроком и тренером произошла словесная перепалка. Хашманян в одном из своих интервью высказал об отстранении Кочаряна из команды. Сам Кочарян данное высказывание посчитал преждевременным и хотел дальше выступать за «Гандзасар». В итоге конфликт удалось решить по-средством исполнительного директора команды Владика Аракеляна. Кочарян попросил прощения перед командой и болельщиками, признал своё неспортивное поведение, связав это с напряжением в чемпионате. Хашманян посчитал инцидент исчерпанным, учитывая все заслуги Кочаряна.
Сезон 2012/13
«Гандзасар», под руководством Хашманяна, во-второй раз в своей истории завоевал бронзовые медали чемпионата. Тактические действия Хашманяна приносили результаты и в следующем сезоне. Команда шла в пелотоне за лидером «Микой». Однако, после завершения первого круга Хашманян, по собственному желанию, разорвал контракт с клубом. Данное решение стало сюрпризом для лиц футбольной и околофутбольной деятельности, ввиду положительных результатов, которые показывала команда.

«Это мое решение, и в своей отставке я никого не виню. „Гандзасар“ — крепкая, хорошо укомплектованная команда. Желаю ей удачи, — заявил в интервью официальному сайту УЕФА Хашманян. — Хочу немного отдохнуть, так как напряжение не спадало аж с начала прошлого сезона. Благодарен всем игрокам и остальным, кто работал со мной и помогал достичь результата».— UEFA.com

## Стадион

База футбольного клуба «Гандзасар» находящаяся на территории стадиона.

Домашней ареной клуба является стадион «Гандзасар» (арм. մարզադաշտ „Գանձասար“) — многоцелевой стадион в Капане. Расположен в центре города на берегу реки Вохчи (Вохджи). До 2008 года назывался «Лернагорцем». Переименование стадиона последовало вследствие переименования ФК «Лернагорц» в ФК «Гандзасар» в 2004 году. Летом 2009 года прошли отделочные работы трибуны, по причине участия «Гандзасара» в предстоящей Лиге Европы. Вместимость трибун составляет 3 500 зрителей. Посещаемость стадиона является самой высокой на протяжении последних сезонов чемпионата Армении по футболу. Рядом со стадионом расположена база клуба «Гандзасар».

## Достижения клуба
- Чемпионат Армянской ССР
  - Чемпион (2): 1989, 1991
- Кубок Армянской ССР
  - Победитель (1): 1963
- Премьер лига
  - Вице-чемпион (1): 2016/17
  - Бронзовый призёр (3): 2008, 2011, 2012/13
- Кубок Армении
  - Победитель (1): 2017/18
  - Финалист (1): 2013/14
- Первая лига
  - Победитель: 2023/24
  - Третье место (3): 2004, 2005, 2021/22, 2022/23

### Крупнейшие победы и поражения
Самые крупные победы:
В чемпионате Армении:
- «Лернагорц» — СКА-«Араи» Эчмиадзин — 11:0 (1997 год) (в первой лиге)
- «Сюник» — «Лори» Ванадзор — 6:1 (1992 год)

В кубке Армении:
- «Гандзасар» — «Пюник-2» Ереван — 5:0 (2008 год)

Самые крупные поражения:
В чемпионате Армении:
- «Ширак» Гюмри — «Лернагорц» — 13:1 (2000 год)

В кубке Армении:
- «Арарат» Ереван — «Капан-81» — 6:1 (1995/96 год)

В европейских кубках:
- НАК Бреда (Нидерланды) — «Гандзасар» — 6:0 (2009 год)

## Руководство клуба
- Директор —  Максим Акопян
- Исполнительный директор —  Владик Аракелян
- Пресс-секретарь —  Ашот Асатрян
- СММ-Менеджер - —  Саша Щугусян
- Главный менеджер —  Ваан Даниелян

## Статистика выступлений с 2005 года
| Сезон   | Ранг | Турнир       | Место                 | И                     | В                     | Н                     | П                     | ГЗ                    | ГП                    | РГ                    | Очки                  | Кубок      | Исход |
| ------- | ---- | ------------ | --------------------- | --------------------- | --------------------- | --------------------- | --------------------- | --------------------- | --------------------- | --------------------- | --------------------- | ---------- | ----- |
| 2005    | 2    | Первая лига  | 3                     | 24                    | 16                    | 3                     | 5                     | 62                    | 24                    | +38                   | 51                    | 1/8 финала |       |
| 2006    | 1    | Премьер лига | 5                     | 28                    | 7                     | 3                     | 18                    | 28                    | 60                    | -32                   | 24                    | 1/4 финала |       |
| 2007    | 1    | Премьер лига | 5                     | 28                    | 11                    | 6                     | 11                    | 35                    | 31                    | +4                    | 39                    | 1/8 финала |       |
| 2008    | 1    | Премьер лига | 3                     | 28                    | 13                    | 8                     | 7                     | 39                    | 27                    | +12                   | 47                    | 1/4 финала |       |
| 2009    | 1    | Премьер лига | 5                     | 28                    | 12                    | 2                     | 14                    | 32                    | 47                    | -15                   | 38                    | 1/4 финала |       |
| 2010    | 1    | Премьер лига | 6                     | 28                    | 8                     | 3                     | 17                    | 24                    | 45                    | -21                   | 27                    | 1/4 финала |       |
| 2011    | 1    | Премьер лига | 3                     | 28                    | 12                    | 10                    | 6                     | 31                    | 18                    | +13                   | 46                    | 1/4 финала |       |
| 2012/13 | 1    | Премьер лига | 3                     | 42                    | 18                    | 13                    | 11                    | 48                    | 37                    | +11                   | 67                    | 1/4 финала |       |
| 2013/14 | 1    | Премьер лига | 5                     | 28                    | 8                     | 11                    | 9                     | 36                    | 31                    | +5                    | 35                    | Финалист   |       |
| 2014/15 | 1    | Премьер лига | 7                     | 28                    | 7                     | 8                     | 13                    | 31                    | 44                    | -13                   | 29                    | 1/4 финала |       |
| 2015/16 | 1    | Премьер лига | 4                     | 28                    | 11                    | 12                    | 5                     | 35                    | 27                    | +8                    | 45                    | 1/2 финала |       |
| 2016/17 | 1    | Премьер лига | 2                     | 30                    | 17                    | 6                     | 7                     | 38                    | 24                    | +14                   | 57                    | 1/2 финала |       |
| 2017/18 | 1    | Премьер лига | 3                     | 30                    | 11                    | 10                    | 9                     | 43                    | 34                    | +9                    | 43                    | Победитель |       |
| 2018/19 | 1    | Премьер лига | 6                     | 32                    | 10                    | 8                     | 14                    | 38                    | 33                    | +5                    | 38                    | 1/4 финала |       |
| 2019/20 | 1    | Премьер лига | 9                     | 22                    | 6                     | 7                     | 9                     | 20                    | 25                    | -5                    | 18                    | 1/2 финала |       |
| 2020/21 | 1    | Премьер лига | снялся по ходу сезона | снялся по ходу сезона | снялся по ходу сезона | снялся по ходу сезона | снялся по ходу сезона | снялся по ходу сезона | снялся по ходу сезона | снялся по ходу сезона | снялся по ходу сезона | 1-й раунд  |       |
| 2021/22 | 2    | Первая лига  | 3                     | 28                    | 10                    | 7                     | 11                    | 38                    | 47                    | -9                    | 37                    | —          |       |
| 2022/23 | 2    | Первая лига  | 3                     | 33                    | 22                    | 4                     | 7                     | 85                    | 33                    | +52                   | 70                    | 1/2 финала |       |

Вторая команда клуба «Гандзасар-2» с сезона-2007 по сезон-2018/19 играла в Первой лиге.

## Выступления в еврокубках
| Сезон   | Турнир           | Раунд                   | Соперник          | Дома | В гостях | Общий счёт |  |
| ------- | ---------------- | ----------------------- | ----------------- | ---- | -------- | ---------- |  |
| 2009/10 | Лига Европы УЕФА | Второй отборочный раунд | НАК Бреда         | 0:2  | 0:6      | 0:8        |  |
| 2012/13 | Лига Европы УЕФА | Первый отборочный раунд | ЭБ/Стреймур       | 2:0  | 1:3      | 3:3(г)     |  |
| 2012/13 | Лига Европы УЕФА | Второй отборочный раунд | Серветт           | 1:3  | 0:2      | 1:5        |  |
| 2013/14 | Лига Европы УЕФА | Первый отборочный раунд | Актобе            | 1:2  | 1:2      | 2:4        |  |
| 2017/18 | Лига Европы УЕФА | Первый отборочный раунд | Младост Подгорица | 0:3  | 0:1      | 0:4        |  |
| 2018/19 | Лига Европы УЕФА | Первый отборочный раунд | Лех               | 2:1  | 0:2      | 2:3        |  |

| Турнир      | Игры | Победы | Ничьи | Поражения | Голов забито | Голов пропущено |
| ----------- | ---- | ------ | ----- | --------- | ------------ | --------------- |
| Лига Европы | 10   | 2      | 0     | 8         | 8            | 23              |
| Итого       | 10   | 2      | 0     | 8         | 8            | 23              |